# Gare de Saint-Brès - Mudaison
Gare de Saint-Brès - Mudaison vasútállomás Franciaországban, Saint-Brès településen.

## Vasútvonalak
Az állomást az alábbi vasútvonalak érintik:
- Tarascon–Sète-Ville-vasútvonal

## Kapcsolódó állomások
A vasútállomáshoz az alábbi állomások vannak a legközelebb: